# Échouboulains
Échouboulains ist eine französische Gemeinde mit 557 Einwohnern (Stand: 1. Januar 2022) im Département Seine-et-Marne in der Region Île-de-France. Sie gehört zum Arrondissement Melun und zum Kanton Nangis (bis 2015: Kanton Le Châtelet-en-Brie). Die Einwohner werden Échouboulinois genannt.

## Geografie
Échouboulains liegt etwa 22 Kilometer ostsüdöstlich von Melun und etwa 62 Kilometer südöstlich von Paris. Umgeben wird Échouboulains von den Nachbargemeinden Fontenailles im Norden, La Chapelle-Rablais im Nordosten, Laval-en-Brie im Osten, Forges im Süden, Valence-en-Brie im Westen und Südwesten sowie Les Écrennes im Nordwesten.
Die Autoroute A5 führt an der südwestlichen Gemeindegrenze entlang. Das Gemeindegebiet wird vom Flüsschen Ru de la Vallée Javot durchquert.

## Bevölkerungsentwicklung
| Jahr                      | 1962 | 1968 | 1975 | 1982 | 1990 | 1999 | 2006 | 2013 | 2022 |
| Einwohner                 | 442  | 374  | 339  | 484  | 503  | 516  | 534  | 536  | 557  |
| Quelle: Cassini und INSEE |      |      |      |      |      |      |      |      |      |

## Sehenswürdigkeiten
- Kirche Sainte-Marie-Madeleine, zwischen 1869 und 1871 erbaut (siehe auch: Liste der Monuments historiques in Échouboulains)
- Schloss Boulains
- Waschhaus von 1883

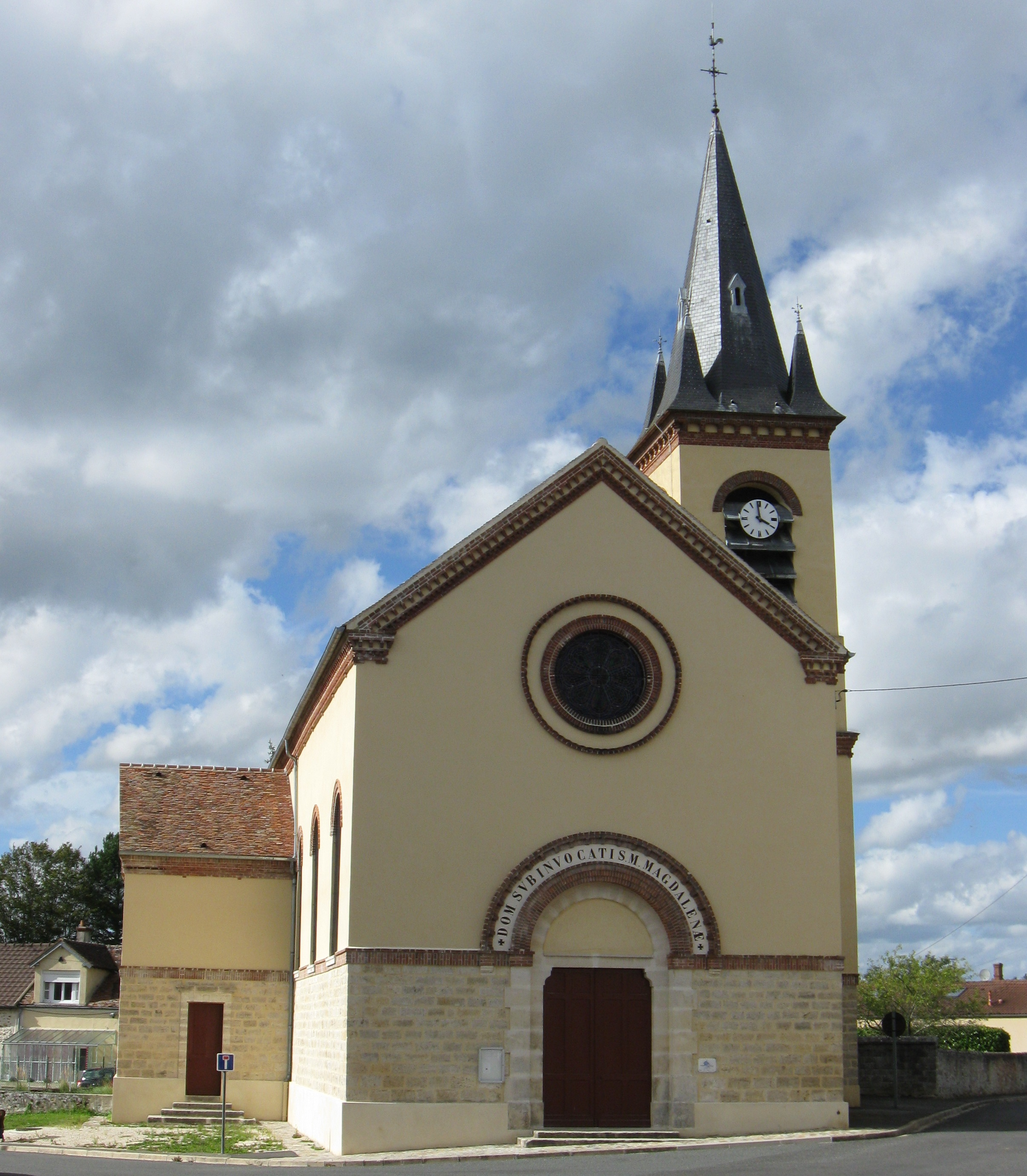
Kirche Sainte-Marie-Madeleine
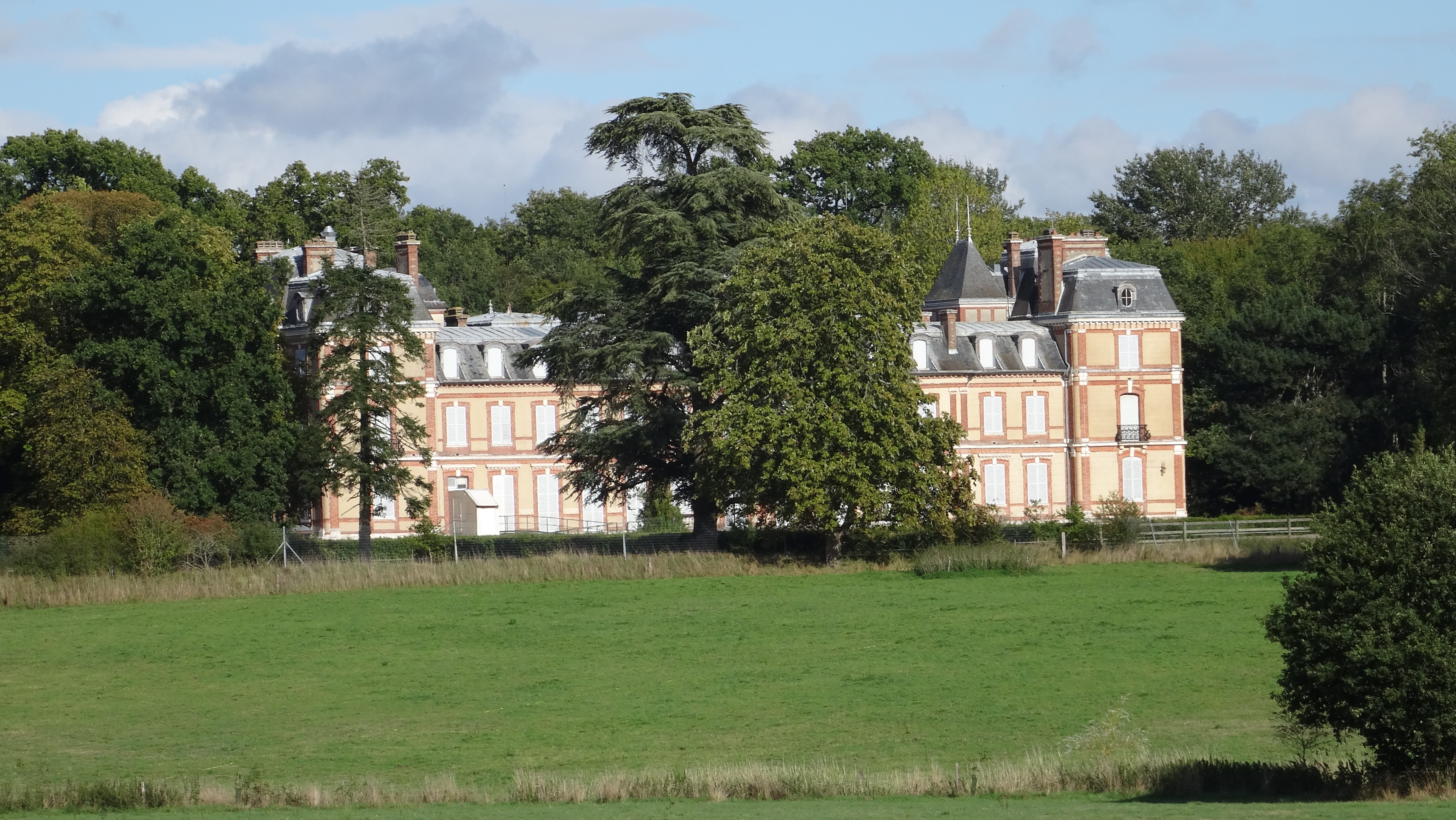
Schloss Boulains